# HD 1606
HD 1606 är en ensam stjärna belägen i den mellersta delen av stjärnbilden Andromeda. Den har en skenbar magnitud av ca 5,87 och är svagt synlig för blotta ögat där ljusföroreningar ej förekommer. Baserat på parallax enligt Gaia Data Release 2 på ca 5,6 mas, beräknas den befinna sig på ett avstånd på ca 580 ljusår (ca 179 parsek) från solen. Den rör sig bort från solen med en heliocentrisk radialhastighet på ca 4 km/s.

## Egenskaper
HD 1606 är en blå till vit stjärna i huvudserien av spektralklass B7 V. Den har en massa som är ca 3,8 solmassor, en radie som är ca 2,9 solradier och har ca 245 gånger solens utstrålning av energi från dess fotosfär vid en genomsnittlig effektiv temperatur av ca 13 200 K.
Även om HD 1606 misstänks vara en variabel stjärna har ingen variation i dess magnitud kunnat slutgiltigt observeras.